# Tore Eriksson
Pour les articles homonymes, voir Eriksson.
Tore Eriksson, né le 7 août 1937 et mort le 17 février 2017, est un biathlète suédois. 

## Biographie
Tore Eriksson est résident de la localité de Transtrand, où il pratique le biathlon au club local.
Il a notamment remporté la médaille de bronze olympique en relais 4×7,5 km lors des Jeux olympiques de 1968 à Grenoble en France. Il est également double médaillé de bronze en relais aux championnats du monde en 1966 et en 1967.

## Palmarès

### Jeux olympiques d'hiver
- Médaillé de bronze en relais 4×7,5 km lors des Jeux olympiques d'hiver de 1968 à Grenoble (France).

### Championnats du monde
- Médaillé de bronze en relais 4×7,5 km lors des Championnats du monde 1966 à Garmisch-Partenkirchen (RFA)
- Médaillé de bronze en relais 4×7,5 km lors des Championnats du monde 1967 à Altenberg (RDA).